# Unter Verdacht: Das Geld anderer Leute
Das Geld anderer Leute ist ein deutscher Fernsehfilm von Achim von Borries aus dem Jahr 2007. Es handelt sich um die zehnte Episode der ZDF-Kriminalfilmreihe Unter Verdacht mit Senta Berger als Dr. Eva Maria Prohacek in der Hauptrolle.

## Handlung
Die 13-jährige Jennifer Bruhns muss unfreiwillig mit ansehen, wie ihr eigener Vater bei einer nächtlichen Polizeikontrolle entführt wird, und zieht geschockt mit einem Notizbuch von dannen, das bei dem Polizisten Baumann großes Interesse weckt. Die Kriminalrätin Dr. Eva Maria Prohacek muss während ihrer Ermittlungen feststellen, dass die beteiligten Beamten korrupt sind. Um weiterzukommen, braucht sie aber das von Jennifer entwendete Notizbuch. Sie leitet eine Fahndung nach dem jungen Mädchen. Ihre Mutter wendet sich an die Kriminalrätin mit den Worten, dass sich ihre Tochter häufiger etwas ausdenke und Geschichten erfinde. Als sie Jennifer finden, ist aus ihr nicht viel herauszubekommen, weil sie noch unter Schock steht. Prohacek und ihr Assistent Langner ziehen einen Polizeipsychologen hinzu.

## Hintergrund
Der Film wurde vom 12. Dezember 2006 bis zum 23. Januar 2007 in München und Umgebung gedreht. Die Folge wurde am 23. November 2007 um 20:15 Uhr auf arte erstausgestrahlt.

## Kritik
Die Kritiker der Fernsehzeitschrift TV Spielfilm vergaben dem Film die bestmögliche Wertung, sie zeigten mit dem Daumen nach oben. Sie fanden, „der souverän ironische Krimi führt in die dunklen Teile der bayrischen Society und zeigt einmal mehr die Verstrickungen von Politik und Wirtschaft“, und konstatierten: „Intelligenter Krimi mit Sozialkritik“.